# 幽暗密林
幽暗密林（Mirkwood）是在托爾金小說裡的一虛構地名，位於中土大陸的羅馬尼安（Rhovanion），迷霧山脈（Misty Mountains）以東。
在《精靈寶鑽》裡，多索尼安（Dorthonion）的高地在魔苟斯（Morgoth）的詛咒下下陷，改稱為浮陰森林（Taur-nu-Fuin），托爾金將這名字譯為幽暗密林。憤怒之戰（War of Wrath）後，貝爾蘭（Beleriand）的森林消失，有部分得以殘存。
在《魔戒三部曲》裡，幽暗密林是指羅馬尼安的巨大森林。黑魔王索倫（Sauron）被擊敗後，這森林是森林精靈的聚居地，由辛達林首領歐瑞費爾（Oropher）及其子瑟蘭督伊（Thranduil）統治，這裡一度被稱為巨綠森（Greenwood the Great），直至第三紀元約1100年。黑暗魔君索倫倒台後，人類稱這地為浮陰森林。其後索倫重返多爾哥多（Dol Guldur）建立要塞，驅趕瑟蘭督伊及其子民往北面，所以在第三紀元末，他們的人口變少，他們以幽暗密林山脈為防線。有兩條道路由東至西橫越幽暗密林，但由於相當接近多爾哥多，這些道路被廢棄，精靈在更北的地方建造一條道路，直抵長湖鎮（Esgaroth）。
在《哈比人歷險記》，比爾博·巴金斯、索林·橡木盾（Thorin Oakenshield）及其矮人伙伴在進行奪回孤山（Erebor）的任務中冒險進入幽暗密林，被一些巨型蜘蛛襲擊，那些是昂哥立安（Ungoliant）的後代。矮人脫困後旋即被精靈擒獲。這時，聖白議會（White Council）攻擊多爾哥多，索倫逃進魔多（Mordor），使索倫對幽暗密林的影響力消失了一段時間。
其後，咕嚕（Gollum）從魔多逃出來，但被亞拉岡（Aragorn）擒獲並帶到幽暗密林囚禁。
魔戒聖戰期間，半獸人軍隊攻擊幽暗密林的森林精靈領土，幽暗密林之戰爆發。索倫失敗後，幽暗密林的黑暗勢力消散，幽暗密林改稱為綠葉森林（Eryn Lasgalen）。第三紀元3019年4月6日，瑟蘭督伊與凱勒鵬重新畫分領土，幽暗密林南方納入凱勒鵬的版圖，後稱為東羅瑞安，中間部分則由比翁之子鬱比翁所領導的波寧人保護，而瑟蘭督伊繼續北方的王權。
幽暗密林屬潮濕大陸氣候，冬季嚴寒而且漫長。
第四紀元，幽暗密林是其中一個少數的精靈聚居地，森林精靈不願意離開中土大陸，而羅斯洛立安一些不願離開的精靈也遷移到幽暗密林。